# Bihari Mór (pedagógus)
Bihari Mór, Goldmann (Berekböszörmény, 1883. szeptember 14. – Budapest, 1976. február 23.) pedagógus.

## Életútja
Goldman Márton szatócs és Atlasz Franciska fia. Budapesten szerezte magyar-történelem szakos polgári iskolai tanári képesítését. 1906-tól ugyanitt tanítóként dolgozott, majd 1909-től szerkesztette a Közoktatás című független radikális tanítói folyóiratot. 1918-ban belépett a KMP-be, a Tanácsköztársaság alatt iskolavezető volt. Később művelődési előadó lett a Központi Munkás- és Katonatanács oktatási osztályán. Szakterülete a gyermekszociológia és az iskolaegészségügy volt. A VIII. kerületi pártszervezet vezetőségének szintén tagja lett, s 1918 decemberében a pedagógus-szakszervezet egyik alapító tagja. Az iskolareform alapjául szolgáló tervezet kidolgozásában, valamint az iskolaépítési, magyar nyelvi és gyorsírási szakbizottság munkájában is közreműködött. A Tanácsköztársaság bukását követően eltiltották a tanítástól, majd vádat emeltek ellene. Emigrált, és előbb Bécsben, majd Pozsonyban dolgozott, utóbbi helyen a Reggel című napilap kiadóhivatali munkatársa volt. 1927-ben tért vissza Magyarországra, a fővárosban bekapcsolódott a munkásmozgalomba. A második világháborút követően politikai tanulmányi felügyelő lett, majd 1947-ben nyugdíjba vonult. Haláláig tagja volt a Pedagógusok Szakszervezete Központi Vezetőségének.

## Emlékezete
Az ő nevét viselte Budapest III. kerületében 1982-től 1990-ig a mai Apát utca.

## Fontosabb művei
- Az iskola higiénikus működésének akadályai (Tanulmány. Budapest, 1912)
- A szocialista tanítómozgalom Magyarországon (Budapest, 1958)
- Kioltott fáklyák (alcím:  Emlékezés a fehérterror pedagógus áldozatairól) (társszerző) (Budapest, 1963)
- Óbuda felszabadulása és küzdelme az életért (Budapest, 1965)
- Óbuda a két forradalom sodrában (Budapest, 1969)
- A tanító (alcím: Czabán Samu élete) (Budapest, 1973)